# Zieluń
Zieluń is een dorp in de Poolse woiwodschap Mazovië. De plaats maakt deel uit van de gemeente Lubowidz en telt ca. 800 inwoners.

## Geboren
- Helena Pilejczyk (1931-2023), langebaanschaatser